# Ernest de Boigne
Ernest de Boigne (italianisé en Ernesto De Boigne), né le 7 décembre 1829 à Chambéry (duché de Savoie) et mort le 27 novembre 1895 au château de Buisson-Rond (Chambéry, département de la Savoie), est un noble savoyard, avocat, député au Parlement de Turin, partisan de la cession de la Savoie à la France en 1860, puis député français du Second Empire.

## Biographie

### Origines
Paul Ernest Marie de Boigne naît le 7 décembre 1829 à Chambéry, dans le duché de Savoie. Membre de la famille de Boigne, il est le fils du comte Charles-Alexandre de Boigne (1792-1853) et de Marie-Louise-Césarine Vialet de Montbel. Il est ainsi le petit-fils du général Benoît de Boigne,.
Il hérite à la mort de son père, en 1853, du titre de « comte », obtenu par son grand-père en 1816 par le roi Victor-Emmanuel Ier de Sardaigne,.
Il épouse en 1852 Delphine de Sabran-Pontévès (1834-1917), fille de Marc-Édouard de Pontevès-Bargème, marquis de Bargème.

### Carrière
Député au Parlement de Turin pour Chambéry, il milite au côté de Amédée Greyfié de Bellecombe pour la réunion de la Savoie à la France en 1860. Il fait partie de la délégation de 41 savoisiens (nobles, bourgeois, officiers ministériels) favorables à l'Annexion, menée par le comte Amédée Greyfié de Bellecombe, qui s'est rendue auprès de l'Empereur, en mars 1860.
Il devient ensuite député du Second Empire du 9 décembre 1860 au 4 septembre 1870 pour la première circonscription de la Savoie. Il échoue aux élections législatives de 1877, battu par le républicain Nicolas Parent. Il est aussi conseiller général du canton de Yenne (1860-1871).
Il se retire de la vie politique, mais devient maire Lucey, de 1888 à 1895.
Il est décoré chevalier de la Légion d'honneur et de l'ordre de Saint-Georges.
Ernest de Boigne meurt le 27 novembre 1895 au château de Buisson-Rond, à Chambéry.

## Distinctions
- Chevalier de la Légion d'honneur